# Ernest Tossier
Ernest Tossier, né le 20 juin 1888 et mort le 19 décembre 1948, est un footballeur international français.

## Biographie
Son poste de prédilection est défenseur. Il ne compte qu'une sélection en équipe de France de football, Belgique-France au stade du Vivier d'Oie à Bruxelles en 1909. Tossier, également réputé au lancer du disque, remporte avec le Patronage Olier le Trophée de France en 1908 et 1910. Il exerce par ailleurs le métier de dessinateur, employé dans la bijouterie-orfèvrerie Arthus-Bertrand à Paris. 

## Clubs successifs
- Patronage Olier

## Carrière
Comme ses dix autres partenaires, Ernest appartenait à la Fédération des patronages et, comme eux, il débuta en équipe de France le jour de la rencontre face à la Belgique. Le résultat, quoique négatif, fut méritoire et salué comme tel par la presse de l'époque. Mais dans le compte-rendu du match, il manquait Ernest à l'appel : il avait été purement et simplement oublié. Réparation fut faite quelques jours plus tard.